# Mario Bardi
Pour les articles homonymes, voir Bardi (homonymie).
Mario Bardi,  né à Palerme en janvier 1922 et mort à Milan le 7 septembre 1998  est un peintre italien réaliste.

## Biographie
En 1947, Mario Bardi abandonne ses études d'ingénieur et se rend à l'Académie des beaux-arts de Palerme, où il obtient son diplôme en 1951. La même année, il quitte la Sicile pour Aoste au nord-ouest de l'Italie. En 1954, il réside à Turin et au début des années 1960  il s'installe à Milan. IL remporté le Premio Suzzara en 1963 et le Premio Tettamanti en 1964 et  1966.
Mario Bardi est mort à Milan d'un accident vasculaire cérébral le 7 septembre 1998,. 
L'écrivain sicilien Leonardo Sciascia écrit à propos « Il n'y a rien dans sa peinture que la Sicile ne puisse expliquer ».

## Œuvres
Les œuvres de Mario Bardi sont exposées dans plusieurs musées, parmi lesquels :
- Museo del Novecento, Milan
- Galleria Civica d'Arte Moderna e Contemporanea, Santhià
- Museo arte Gallarate, Varèse
- Museum (Bagheria), Palerme[6]
- Galleria d'Arte Moderna all'Aperto Bondarte, Mezzana Mortigliengo
- Galleria del Premio Suzzara[7]
- Museo civico di Castelbuono, Palermo

## Styles
Dans les œuvres de la collection Paysage de 1964 et Paysage sicilien de 1970, la couleur évoque les perspectives et la profondeur, révélant les angoisses d'une Sicile tourmentée par les événements et les calamités.